# تصفيات كأس العالم 2014 – أمريكا الشمالية الدور الثاني
هذه الصفحة تقدم ملخصات من مباريات الدور الثالث عن قارة أمريكا الشمالية المؤهلة لكأس العالم لكرة القدم 2014.

## النظام
سوف يشهد الدور الثاني المنتخبات المصنفة من 7 إلى 25 انضم إليها 5 فرق فائزة من الدور الأول. تم تقسيم المنتخبات الثلاثون إلى ستة مجموعات متساوية تضم كل واحدة أربعة فرق في قرعة كأس العالم التمهيدية في مارينا دا جلوريا في ريو دي جانيرو، البرازيل يوم 30 يوليو 2011.
من المتوقع أن تلعب المباريات من 2 سبتمبر 2011 وحتى 15 نوفمبر 2011. أول منتخب من كل مجموعة سوف يتأهل إلى الدور الثالث.

## التصنيف
الفرق صنفت إلى أربع وعاءات - عينت الوعاءات 4 إلى 7 في القرعة. الوعاء الرابع يحتوي فرق مصنفة 7–12، الوعاء الخامس فرق مصنفة 13–18، وعاء ستة فرق مصنفة 19–24، ووعاء سبعة الفريق المصنف 25 إلى جانب الخمسة الفائزين من الدور الأول.
| وعاء 4                                                         | وعاء 5                                                                         | وعاء 6                                                                              | وعاء 7                                                                                   |
| -------------------------------------------------------------- | ------------------------------------------------------------------------------ | ----------------------------------------------------------------------------------- | ---------------------------------------------------------------------------------------- |
| بنما · كندا · السلفادور · غرينادا · ترينيداد وتوباغو · هايتي · | أنتيغوا وباربودا · غيانا · سورينام · سانت كيتس ونيفيس · غواتيمالا · دومينيكا · | بورتوريكو · باربادوس · كوراساو · سانت فينسنت والغرينادين · جزر كايمان · نيكاراغوا · | برمودا · بليز · جمهورية الدومينيكان · سانت لوسيا · جزر البهاما · جزر العذراء الأمريكية · |

## المجموعات

### المجموعة 1
| فريق                | نفاط | فرق | ت  | له | خ | ت | ف | لعب |
| ------------------- | ---- | --- | -- | -- | - | - | - | --- |
| السلفادور           | 12   | 9+  | 4  | 13 | 0 | 0 | 4 | 4   |
| سورينام             | 7    | 0   | 4  | 4  | 1 | 1 | 2 | 4   |
| جمهورية الدومينيكان | 4    | 0   | 7  | 7  | 2 | 1 | 1 | 4   |
| جزر كايمان          | 0    | 9−  | 10 | 1  | 4 | 0 | 0 | 4   |

|                     | جزر كايمان | جمهورية الدومينيكان | السلفادور | سورينام |
| ------------------- | ---------- | ------------------- | --------- | ------- |
| جزر كايمان          | —          |                     | 1–4       | 0–1     |
| جمهورية الدومينيكان |            | —                   | 1–2       | 1–1     |
| السلفادور           | 4–0        | 3–2                 | —         |         |
| سورينام             | 1–0        | 1–3                 |           | —       |

| سورينام          | 0 – 1 | جزر كايمان |
| ---------------- | ----- | ---------- |
| ماندو 11' (ركل.) | تقرير |            |

| السلفادور                             | 2 – 3 | جمهورية الدومينيكان    |
| ------------------------------------- | ----- | ---------------------- |
| زيلايا 54'، 78' (ركل.) · باوتيستا 64' | تقرير | كروز 66' · بيرالتا 90' |

| جمهورية الدومينيكان | 1 – 1 | سورينام          |
| ------------------- | ----- | ---------------- |
| أوزونا 68'          | تقرير | ماندو 25' (ركل.) |

| جزر كايمان            | 4 – 1 | السلفادور                                    |
| --------------------- | ----- | -------------------------------------------- |
| م. إيبانكس 73' (ركل.) | تقرير | باوتيستا 49' · أنايا 62'، 80' · غارسيا 90+3' |

| جمهورية الدومينيكان | 2 – 1 | السلفادور                      |
| ------------------- | ----- | ------------------------------ |
| أوزونا 54'          | تقرير | روميرو 37' (ركل.) · بلانكو 67' |

| جزر كايمان | 1 – 0 | سورينام    |
| ---------- | ----- | ---------- |
|            | تقرير | درينثي 57' |

| سورينام | ضد | جمهورية الدومينيكان |
| ------- | -- | ------------------- |
|         |    |                     |

| السلفادور | ضد | جزر كايمان |
| --------- | -- | ---------- |
|           |    |            |

| جمهورية الدومينيكان | ضد | جزر كايمان |
| ------------------- | -- | ---------- |
|                     |    |            |

| سورينام | ضد | السلفادور |
| ------- | -- | --------- |
|         |    |           |

| جزر كايمان | ضد | جمهورية الدومينيكان |
| ---------- | -- | ------------------- |
|            |    |                     |

| السلفادور | ضد | سورينام |
| --------- | -- | ------- |
|           |    |         |

### المجموعة 2
| فريق             | نفاط | فرق | ت  | له | خ | ت | ف | لعب |
| ---------------- | ---- | --- | -- | -- | - | - | - | --- |
| غيانا            | 10   | 5+  | 2  | 7  | 0 | 1 | 3 | 4   |
| ترينيداد وتوباغو | 9    | 6+  | 2  | 8  | 1 | 0 | 3 | 4   |
| برمودا           | 4    | 1−  | 5  | 4  | 2 | 1 | 1 | 4   |
| باربادوس         | 0    | 10− | 10 | 0  | 4 | 0 | 0 | 4   |

|                  | باربادوس | برمودا | غيانا | ترينيداد وتوباغو |
| ---------------- | -------- | ------ | ----- | ---------------- |
| باربادوس         | —        |        | 0–2   | 0–2              |
| برمودا           |          | —      | 1–1   | 2–1              |
| غيانا            | 2–0      | 2–1    | —     |                  |
| ترينيداد وتوباغو | 4–0      | 1–0    |       | —                |

### المجموعة 3
| فريق      | نفاط | فرق | ت | له | خ | ت | ف | لعب |
| --------- | ---- | --- | - | -- | - | - | - | --- |
| بنما      | 9    | 10+ | 2 | 12 | 0 | 0 | 3 | 3   |
| نيكاراغوا | 3    | 3−  | 7 | 4  | 2 | 0 | 1 | 3   |
| دومينيكا  | 0    | 7−  | 7 | 0  | 2 | 0 | 0 | 2   |

|           | دومينيكا | نيكاراغوا | بنما |
| --------- | -------- | --------- | ---- |
| دومينيكا  | —        | 0–2       | 0–5  |
| نيكاراغوا |          | —         | 1–2  |
| بنما      |          | 5–1       | —    |

- انسحب البهاما من التصفيات يوم 19 أغسطس 2011 ولم يتم استبداله.[2][3]

| دومينيكا | 2 – 0 | نيكاراغوا                 |
| -------- | ----- | ------------------------- |
|          | تقرير | ليغوياس 1' · رودريغيز 36' |

| نيكاراغوا          | 2 – 1 | بنما                  |
| ------------------ | ----- | --------------------- |
| توريس 18' (بالخطأ) | تقرير | تيخادا 7' · بيريز 50' |

| دومينيكا | 5 – 0 | بنما                                                  |
| -------- | ----- | ----------------------------------------------------- |
|          | تقرير | وايث 26'، 89' · تيخادا 34' · بيريز 57' · بويتراغو 62' |

| بنما | ضد    | نيكاراغوا |
| ---- | ----- | --------- |
|      | تقرير |           |

### المجموعة 4
| فريق             | نفاط | فرق | ت  | له | خ | ت | ف | لعب |
| ---------------- | ---- | --- | -- | -- | - | - | - | --- |
| كندا             | 10   | 13+ | 1  | 14 | 0 | 1 | 3 | 4   |
| سانت كيتس ونيفيس | 6    | 2+  | 4  | 6  | 0 | 3 | 1 | 4   |
| بورتوريكو        | 3    | 3−  | 4  | 1  | 1 | 3 | 0 | 4   |
| سانت لوسيا       | 1    | 12− | 16 | 4  | 3 | 1 | 0 | 4   |

|                  | كندا | بورتوريكو | سانت كيتس ونيفيس | سانت لوسيا |
| ---------------- | ---- | --------- | ---------------- | ---------- |
| كندا             | —    | 0−0       |                  | 4−1        |
| بورتوريكو        | 0−3  | —         | 1−1              |            |
| سانت كيتس ونيفيس |      | 0−0       | —                | 1−1        |
| سانت لوسيا       | 0−7  |           | 2−4              | —          |

### المجموعة 5
| فريق                    | نفاط | فرق | ت | له | خ | ت | ف | لعب |
| ----------------------- | ---- | --- | - | -- | - | - | - | --- |
| غواتيمالا               | 12   | 10+ | 2 | 12 | 0 | 0 | 4 | 4   |
| غرينادا                 | 4    | 1−  | 7 | 6  | 2 | 1 | 1 | 4   |
| سانت فينسنت والغرينادين | 4    | 6−  | 9 | 3  | 2 | 1 | 1 | 4   |
| بليز                    | 3    | 3−  | 9 | 6  | 3 | 0 | 1 | 4   |

|                         | بليز | غرينادا | غواتيمالا | سانت فينسنت والغرينادين |
| ----------------------- | ---- | ------- | --------- | ----------------------- |
| بليز                    | —    | 1–4     | 1–2       |                         |
| غرينادا                 | 0–3  | —       |           | 1–1                     |
| غواتيمالا               | 3–1  |         | —         | 4–0                     |
| سانت فينسنت والغرينادين |      | 2–1     | 0–3       | —                       |

### المجموعة 6
| فريق                  | نفاط | فرق | ت  | له | خ | ت | ف | لعب |
| --------------------- | ---- | --- | -- | -- | - | - | - | --- |
| أنتيغوا وباربودا      | 12   | 21+ | 3  | 24 | 0 | 0 | 4 | 4   |
| هايتي                 | 10   | 15+ | 4  | 19 | 0 | 1 | 3 | 4   |
| كوراساو               | 1    | 6−  | 12 | 6  | 3 | 1 | 0 | 4   |
| جزر العذراء الأمريكية | 0    | 30− | 31 | 1  | 4 | 0 | 0 | 4   |

|                       | أنتيغوا وباربودا | كوراساو | هايتي | جزر العذراء الأمريكية |
| --------------------- | ---------------- | ------- | ----- | --------------------- |
| أنتيغوا وباربودا      | —                | 5–2     |       | 10–0                  |
| كوراساو               | 0–1              | —       | 2–4   |                       |
| هايتي                 |                  | 2–2     | —     | 6–0                   |
| جزر العذراء الأمريكية | 1–8              |         | 0–7   | —                     |